# Йоханесбург
Йоханесбург (на африкаанс: Johannesburg) е най-големият град в Република Южна Африка и най-важният промишлен и финансов център на страната. Той е център на провинция Хаутенг и седалище на Конституционния съд на ЮАР.
Населението на града през 2001 година е 894 715 души, от които 231 263 са бели. Според оценки българската общност в Йоханесбург е около 25 000 души.

## География и топография
Градът се намира в източната част на платото Хайфелт, на 1753 метра надморска височина. Климатът му е субтропичен. Разграничават се два сезона: лято, продължаващо от октомври до април и зима (от май до септември). Дневните температури са високи през лятото, а в късните часове на деня се наблюдават валежи. През зимата времето е слънчево и сухо през деня и студено през нощта. Температурите обикновено не са толкова високи, колкото в други места от същата климатична област поради високото разположение на града. Средната максимална температура през януари е 25.6 °C, а през юни е около 16 °C. Средното количество на валежите е 713 мм като количеството им е по-високо през зимата. Най-ниската температура, измерена в Йоханесбург е -8.2 °C.
Йоханесбург е сравнително нов голям град и няма удобна обществена транспортна система. Значителен брой от жителите на града са зависими от превоза с микробус. Въздушните му връзки се обслужват главно от Международно летище О. Р. Тамбо (по-рано известно като Международно летище "Ян Смьотс"), което извършва вътрешни и международни полети. На северозапад от града е разположено Международно летище Лансерия, което се използва за търговски полети до Кейптаун, Дърбан, Порт Елизабет, Ботсвана, и Сън Сити. Други летища са Летище Ранд и Grand Central Airport.
В Йоханесбург има също и държавни и частни университети. Местни университети са Университета на Витватерсранд и Йоханесбургски университет. Последният е образуван на 1 януари 2005 година, при сливането на университетите Technikon Witwatersrand (TWR) и Rand Afrikaans University (RAU). Новосформирания универстет предлага обучение основно на английски и африкаанс, въпреки че курсовете могат да се вземат и на друг от официалните езици на Южна Африка.
Архитектурата на града е смесица от викторианска и съвременна. Сградата на Главния площад с часовника датира от 1897 година и се смята за най-красивото здание в Йоханесбург. Часовникът е изработен в лондонската работилница, направила частите за Биг Бен. На ъгъла на улиците „Симондс“ и „Маркет“ се намира сградата на Централната библиотека. Там са разположени също историческият и геологическият музей. В Музея на изобразителните изкуства в Йоханесбург са събрани платна на Пикасо, Ван Гог, Роден. В околностите му се намира Музеят на Африка. Палеонтологическият музей съхранява останки на първобитни хора, както и скелет на динозавър, населявал територията на Южна Африка преди 130 млн. години.

## История
Първоначално района около днешния град Йоханесбург е бил населен с бушмени. До 13 век негроидни народи говорещи на езика банту се заселват от Централна Африка в южна, и посегателстват над местните бушмени. Към средата на 18 век в района трайно се установява общността Сото-Тсвана.
Градът е основан през 1886 и в околностите му са произведени 40% от златото в света.
След ликвидирането на Апартейда в ЮАР в началото на 90-те години на 20 век и миграцията на селско население към града, престъпността става проблем номер едно за Йоханесбург.

## Известни личности
Родени в Йоханесбург
- Фредерик де Клерк (р. 1936), политик
- Мириам Макеба (1932 – 2008), певица
- Дейв Матюс (р. 1967), музикант
- Ричард Мейсън (р. 1977), писател
- Кгалема Мотланте (р. 1949), политик
- Стивън Пиенар (р. 1982), футболист
- Уилям Фергюсън (р. 1940), автомобилен състезател
- Кевин Ширли (р. 1960), музикален продуцент

Починали в Йоханесбург
- Лъки Дубей (1964 – 2007), музикант
- Лудвиг Лахман (1906 – 1990), икономист
- Хю Масекела (1939 – 2018), музикант
- Реза Шах Пахлави (1878 – 1944), шахиншах на Иран
- Фредерик ван Зейл Слаберт (1940 – 2010), политик
- Джейми Юис (1921 – 1996), режисьор

Други
- Дезмънд Туту (р. 1931), духовник, живее в града от 1943

## Побратимени градове
- Адис Абеба, Етиопия
- Баку, Азербайджан
- Бирмингам, Великобритания
- Ванкувър, Канада
- Виндхук, Намибия
- Гумерсбах, Германия
- Делхи, Индия
- Калгари, Канада
- Катманду, Непал
- Квебек, Канада
- Кобе, Япония
- Лондон, Великобритания
- Монреал, Канада
- Мумбай, Индия
- Ню Йорк, САЩ
- Отава, Канада
- Сао Пауло, Бразилия
- Уинипег, Канада
- Хошимин, Виетнам